# Firmo de Tipasa
Firmo de Tipasa (em latim: Firmus), também chamado Firmo da Numídia, foi um bispo e primaz bizantino do século VI, ativo na África no reinado do imperador Justiniano (r. 527–565). Aparece pela primeira vez em 544, quando esteve entre os bispos que não aceitaram o édito imperial que impôs o banimento dos Três Capítulos no Ocidente. O papa Vigílio (r. 537–555) sucumbiu à pressão, provocando a reação dos bispos africanos, que conveniaram em Cartago em 550 um concílio no qual foi excomungado. Justiniano convocou à Constantinopla seus líderes, dentre eles Firmo, Reparato de Cartago, Primásio de Hadrumeto e Verecundo de Junce. Firmo acatou as ordens e foi permitido regressar para sua sé, porém faleceu na viagem de regresso.